# Viviania crenata
Viviania crenata là một loài thực vật có hoa trong họ Vivianiaceae. Loài này được G. Don miêu tả khoa học đầu tiên.